# Siega Verde
Siega Verde è un sito archeologico spagnolo all'aperto, ubicato nella provincia di Salamanca in Spagna, che, assieme all'arte paleolitica nella Valle del Côa in Portogallo, è uno dei principali in Europa per la concentrazione di pitture rupestri preistoriche. Comprende le località di Villar de la Yegua, Villar de Argañán e Castillejo de Martín Viejo.

## Storia
Questo giacimiento rupestre è stato scoperto il 17 ottobre 1988 da Manuel Santonja, direttore del Museo di Salamanca, nei pressi del fiume Águeda, grazie ad una informazione fornita da un pastore che pascolava il suo gregge nelle vicinanze. 
Le immagini inventariate vennero realizzate per picchettaggio, incisione e abrasione, e rappresentano equidi, uri, cervi e capre, le più comuni all'interno del gruppo figurativo zoomorfo, oltre ad altre meno frequenti come renne, rinoceronti lanosi e bisonti; specie oggi estinte a queste latitudini, che denotano il carattere paleolitico di queste incisioni.

## Struttura
Da allora si è riusciti a catalogare più di 500 immagini zoomorfe e non figurative o segni astratti del Paleolitico superiore, sia del periodo Gravetiense/Solutrense (20.000 anni addietro) come del Magdaleniense e Magdaleno-Aziliense (17.000-9.000 anni addietro) in 96 pannelli, lungo un chilometro.
La zona archeologica è stata dichiarata Bien de Interés Cultural dal Consiglio di Castiglia e León nel 1998.

## Localizzazione
Il giacimiento si può raggiungere lungo il fiume Águeda e per accedervi si deve arrivare al ponte dell'Unione, sul menzionato fiume, nella strada tra Castillejo de Martín Viejo, Villar de Argañán, Martillán e Villar de la Yegua. Sul luogo è stato realizzato un manufatto nel quale vengono date ai visitatori informazioni sulla vita di queste popolazioni di cacciatori-raccoglitori e pescatori del tardo Pleistocene. Le incisioni sono protette da una recinzione e da ripari che ne garantiscono la conservazione.

## Valore culturale
Il Comitato del Patrimonio dell'umanità dell'Unesco, che ha celebrato a Brasilia (Brasile) la sua 34ª sessione, ha approvato l'estensione del sito alla Valle del Coa (Portogallo) che, assieme a Siega Verde è stata inserita nell'elenco del Patrimonio dell'umanità.
Questo sito rappresenta, secondo l'Unesco, l'insieme più eccezionale all'aperto dell'arte paleolitica nella penisola iberica, che incorpora alla già citata Valle del Coa in Portogallo una raccolta straordinaria di soggetti iconografici e di organizzazione del Paleolitico superiore, mostrando le relazioni sociali, economiche e spirituali dei nostri primi antenati. Nel mese di maggio del 2018, ha avuto l'ulteriore riconoscimento come Patrimonio Rupestre Europeo, il primo di Spagna, da parte del Consiglio d'Europa.